# Изера
Изѐра (на италиански: Dicomano) е малко градче и община в Северна Италия, автономна провинция Тренто, автономен регион Трентино-Южен Тирол. Разположено е на 243 m надморска височина. Населението на общината е 2654 души (към 2015 г.).